# Municipio de Reading (Kansas)
El municipio de Reading (en inglés: Reading Township) es un municipio ubicado en el condado de Lyon en el estado estadounidense de Kansas. En el año 2010 tenía una población de 487 habitantes y una densidad poblacional de 2,76 personas por km².

## Geografía
El municipio de Reading se encuentra ubicado en las coordenadas 38°32′15″N 96°0′59″O / 38.53750, -96.01639. Según la Oficina del Censo de los Estados Unidos, el municipio tiene una superficie total de 176.43 km², de la cual 174,35 km² corresponden a tierra firme y (1,18 %) 2,08 km² es agua.

## Demografía
Según el censo de 2010, había 487 personas residiendo en el municipio de Reading. La densidad de población era de 2,76 hab./km². De los 487 habitantes, el municipio de Reading estaba compuesto por el 98,15 % blancos, el 0,21 % eran amerindios, el 0,82 % eran de otras razas y el 0,82 % eran de una mezcla de razas. Del total de la población el 2,67 % eran hispanos o latinos de cualquier raza.